# Гай Марций Фигул (консул 64 пр.н.е.)
Гай Марций Фигул (на латински: Gaius Marcius Figulus) е политик на Римската империя от 1 век.
Гай Марций Фигул вероятно е роден като Минуций Терм, син и внук на Гай, и е осиновен от фамилията Марции.
През 64 пр.н.е. той става консул заедно с Луций Юлий Цезар. Следващата година Фигул помага като оратор на тогавашния консул Цицерон да се бори със заговора на Катилина. На 5 декември 63 пр.н.е. той гласува за смъртните присъди на някои заловени заговорници. Вероятно живее след това още няколко години. Цицерон пише за неговия гроб.
Неговият син Луций Марций Фигул е адмирал през 43 пр.н.е.